# Dianthus sardous
Dianthus sardous är en nejlikväxtart som beskrevs av Bacch., Brullo, Casti och Giusso. Dianthus sardous ingår i släktet nejlikor, och familjen nejlikväxter. Inga underarter finns listade i Catalogue of Life.